# Stervende man

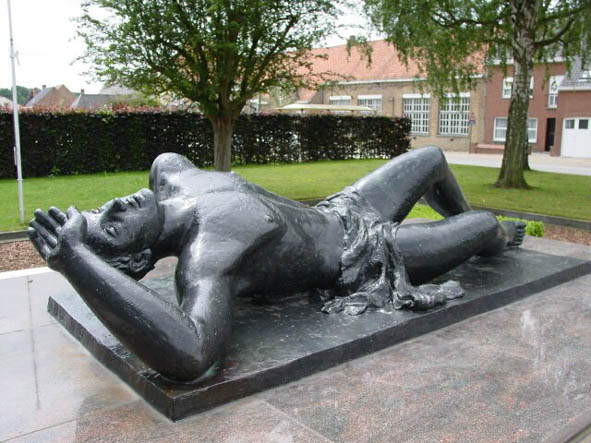
Oorlogsmonument Stervende man

De Stervende Man is een oorlogsmonument in het Belgische dorp Houthulst. Het is een bronzen standbeeld op de markt van Houthulst, ontworpen door Pierre Devos, de schoonzoon van Constant Permeke. Het werd in 1946 gegoten door de gebroeders Batardy te Brussel. In 1993 was restauratie nodig. De sokkel had scheuren en barsten en het beeld zelf had een vaalgele kleur gekregen.
Het beeld toont een liggende figuur, een oorlogsslachtoffer. Door de houding van het hoofd, de armen en de benen wordt het troosteloze in de confrontatie met de dood getoond.
De grondvesten bestaan uit Franse witsteen en vormen een kruis. De zware rechthoekige sokkel bestaat uit Italiaans marmer. Boven op de sokkel ligt een hardstenen plaat waarop het beeld ligt. De beplanting rond dit beeld wekt ook een troosteloze, sombere sfeer. Maar het is ook symbolisch. Het beeld is omringd door een haag van palmplanten. Palm is het teken van zege, maar vroeger werd palm ook gebruikt door de Kerk als as; dit om de mensen aan hun afkomst te herinneren.
Tegen de voor- en achterkant van de sokkel hangen twee bronzen platen. 

De voorkant leest:
Houthulst aan zijn helden 1914-1918
Hieronder vinden we dan een opsomming van de helden
De achterkant leest:
Houthulst aan zijn helden 1940-1945
Martelaren der concentratiekampen
Hieronder vinden we ook een opsomming van deze personen. Ook de gesneuvelden worden hier vermeld.
Ook de namen van de burgerlijke slachtoffers staan op een gedenkplaat.